# Bunya
Bunya hay Bách tán Bunya (danh pháp khoa học: Araucaria bidwillii) là một loài thực vật hạt trần trong họ Araucariaceae. Loài này được Hook. mô tả khoa học đầu tiên năm 1843. là loài đặc hữu của Queensland. Sau đó được du nhập và trồng làm cảnh rộng dãi ở Hoa Kỳ, New Zealand, Trung Quốc, Hàn Quốc, Việt Nam, Đài Loan.